# Folksamhuset
Folksamhuset is een hoog kantoorgebouw in de stad Stockholm (Zweden). Het gebouw ligt aan de Bohusgatan 14 in het district Skanstull van het stadsdeel Södermalm.
Het werd ontworpen door de Zweedse architect Nils Einar Eriksson (1899-1978). Het gebouw is 79 meter hoog en bevat 24 verdiepingen. De gevel bestaat uit gezandstraald wit Ekeberg marmer. Het gebouw is omgeven door een lager entreegebouw met vergaderzalen en een restaurant.
Folksamhuset dient sinds de opening in 1959 als hoofdkwartier voor de verzekeringsmaatschappij Folksam.

## Foto's

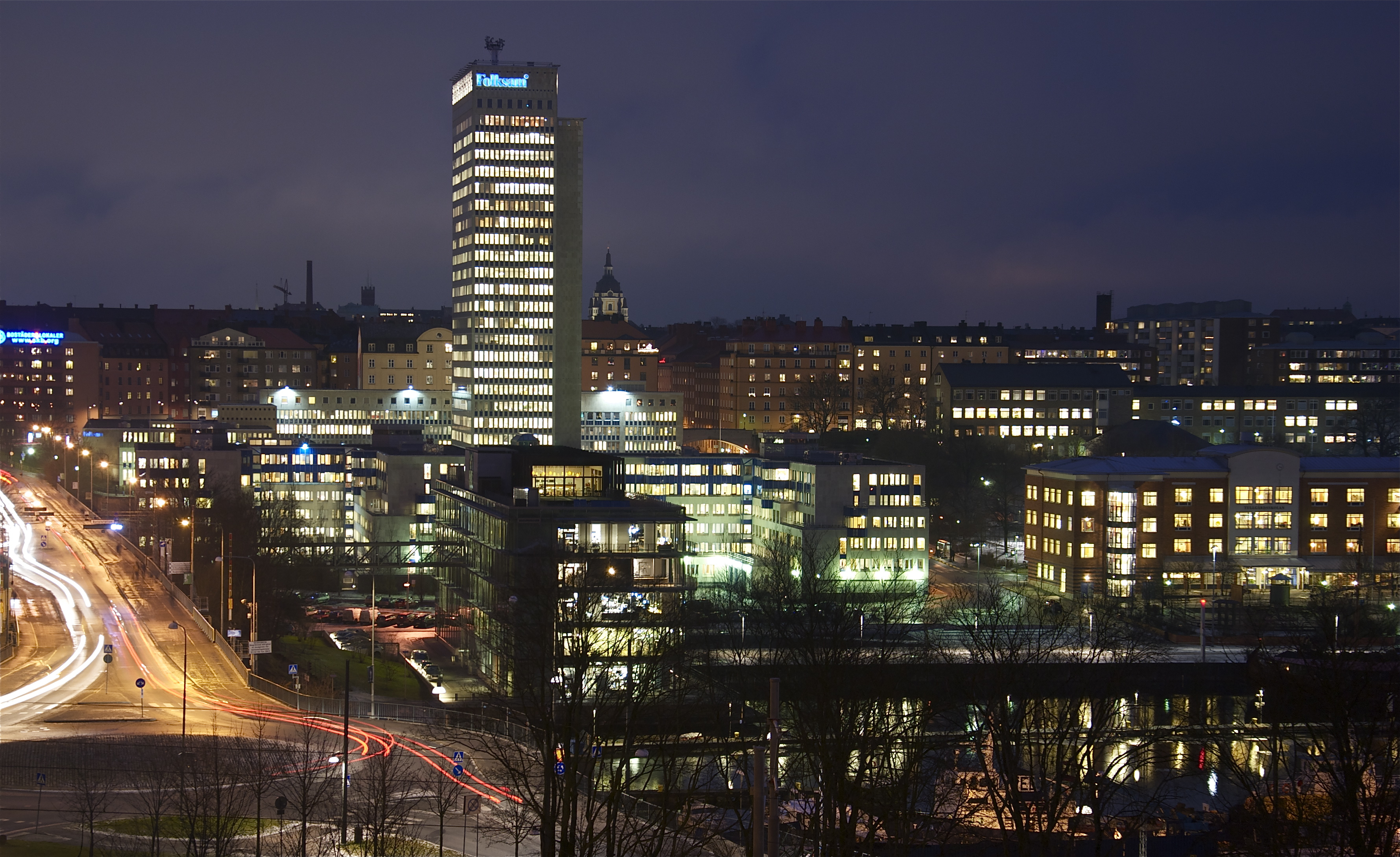
's nachts vanuit het westen
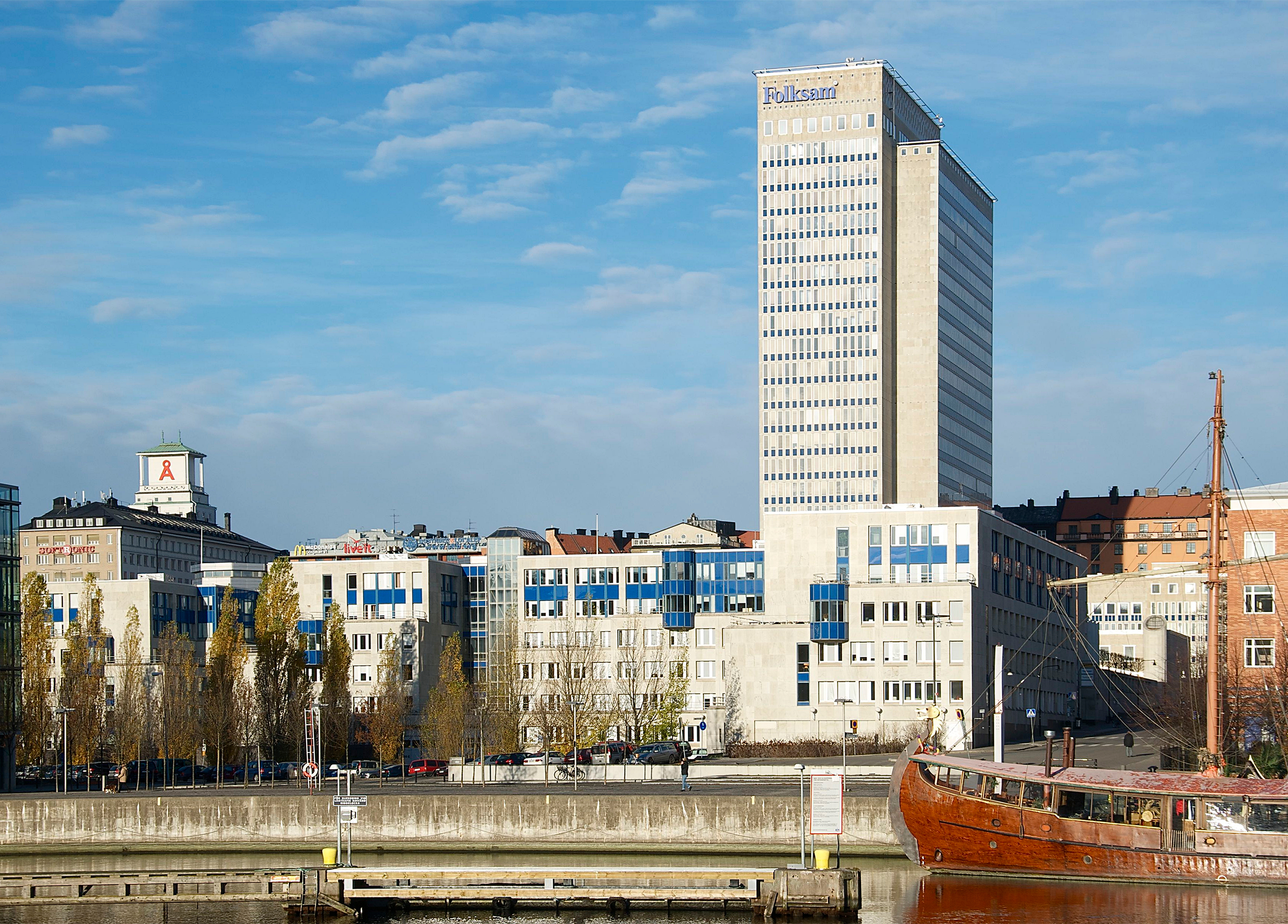
Overdag vanuit het oosten
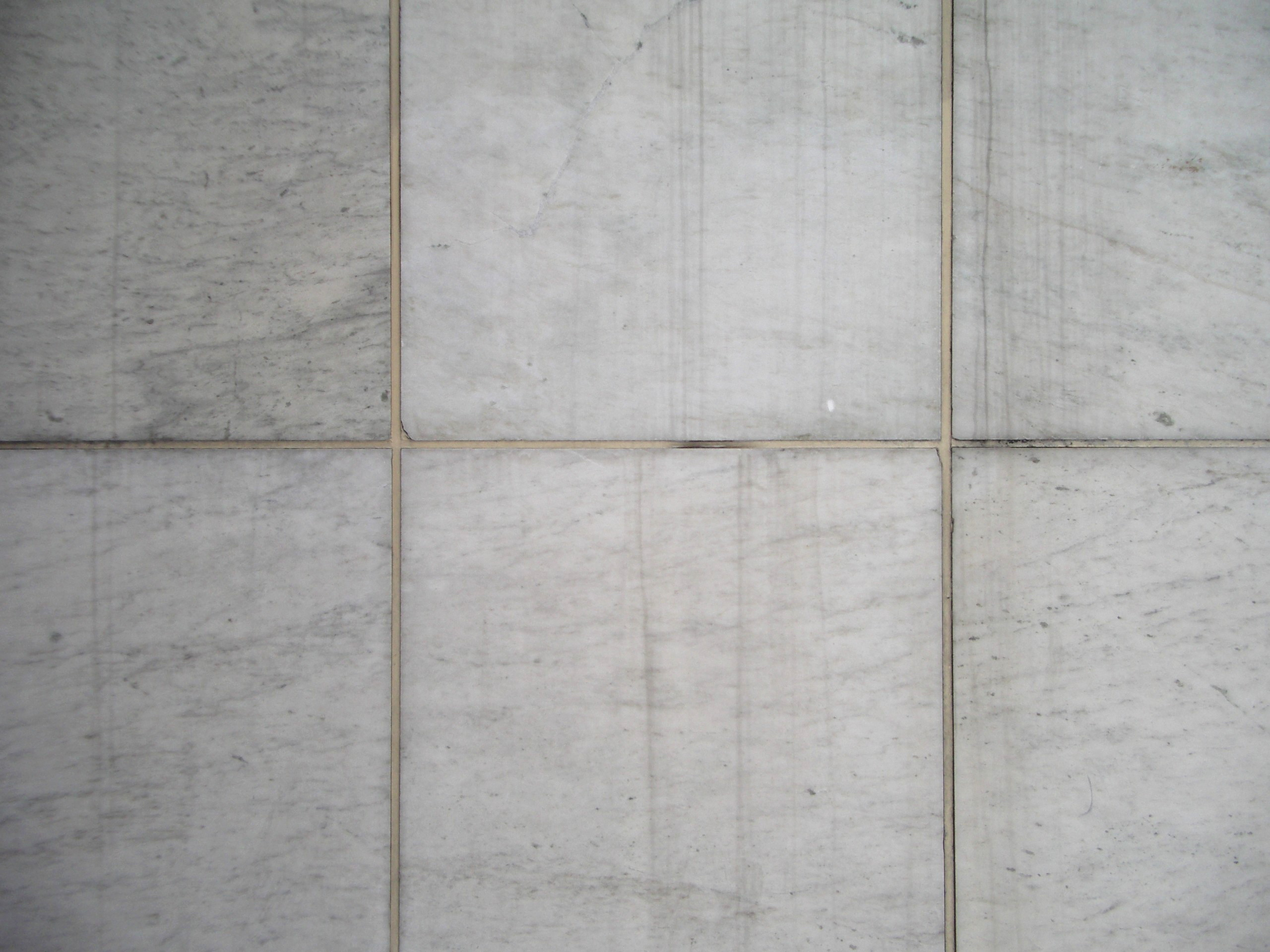
marmeren tegels